# Coccomyces araucariae
Coccomyces araucariae är en svampart som beskrevs av Butin & Speer 1978. Coccomyces araucariae ingår i släktet Coccomyces och familjen Rhytismataceae.   Inga underarter finns listade i Catalogue of Life.